# Andorra nos Jogos Olímpicos de Inverno da Juventude de 2012
O Principado de Andorra participou dos Jogos Olímpicos de Inverno da Juventude de 2012, realizados em Innsbruck, na Áustria. A delegação nacional contou com um total de quatro atletas, que disputaram três distintas modalidades.

## Medalhas conquistadas
Andorra conseguiu uma única medalha na competição, terminando assim na 29º colocação entre os países participantes.
| Medalha | Nome               | Esporte      | Evento            | Data   |
| ------- | ------------------ | ------------ | ----------------- | ------ |
| Bronze  | Joan Verdu Sanchez | Esqui alpino | Super G masculino | 14 Jan |